# Cerodontha temeculensis
Cerodontha temeculensis este o specie de muște din genul Cerodontha, familia Agromyzidae, descrisă de Spencer în anul 1981.
Este endemică în California. Conform Catalogue of Life specia Cerodontha temeculensis nu are subspecii cunoscute.